# Reforma (diari)
El diari Reforma, Corazón de México (o simplement Reforma, com se'l coneix popularment) és un diari de circulació nacional a Mèxic que s'imprimeix a la ciutat de Mèxic i és editat pel Grup Reforma. Circula des del 20 de novembre de 1993. El seu director és Alejandro Junco de la Vega.
El diari Reforma es va crear en 1993. En 1994 el periòdic va enfrontar el boicot de la Unió de Voceadores del Districte Federal. Des de llavors va néixer una xarxa de microempresaris i empreses independents que fins avui ho segueixen distribuint.
Entre els seus editorialistes es troben: Jorge Castañeda, Enrique Krauze, José Woldenberg, Sergio Sarmiento, Sergio Aguayo Quezada, Germán Dehesa, Armando Fuentes Aguirre (Catón), Federico Reyes Heroles, Jonathan Heath, Everardo Elizondo, Lorenzo Meyer, Denise Dresser i Carmen Aristegui, entre d'altres.